# Asiatisch-Pazifische Wirtschaftsgemeinschaft
Die Asiatisch-Pazifische Wirtschaftsgemeinschaft (für englisch Asia-Pacific Economic Cooperation, kurz APEC, auch übersetzt als Asiatisch-Pazifische Wirtschaftskooperation oder Asien-Pazifik-Forum) ist eine internationale Organisation, die es sich zum Ziel gesetzt hat, im pazifischen Raum eine Freihandelszone einzurichten.
In den 21 APEC-Staaten lebt knapp die Hälfte der Weltbevölkerung. Der Wirtschaftsraum erbringt mehr als die Hälfte der Weltwirtschaftsleistung und ist eine der am schnellsten wachsenden Wirtschaftsregionen der Welt.
Die APEC repräsentiert 60 % der weltweiten Wirtschaftsleistung und 47 % des Welthandels (2022).

## Geschichte

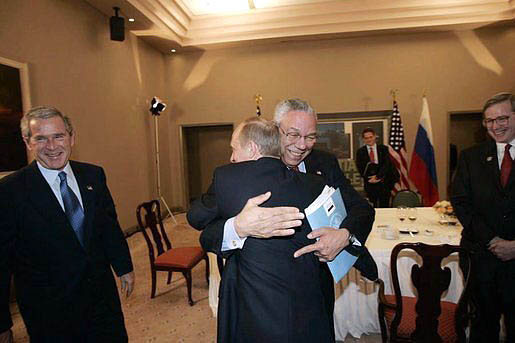
20. November 2004, Santiago de Chile: Wladimir Putin begrüßt Colin Powell beim APEC-Gipfel, rechts: Stephen Hadley, links: George W. Bush

1989 gründeten – auf Initiative von Australien, Japan und den USA – zwölf Länder die APEC. In den ersten Jahren kamen nur hochrangige Ministeriumsvertreter zu den jährlichen Treffen; seit 1993 treffen sich die Regierungschefs der Mitgliedsstaaten. Diese Treffen heißen „Leaders' Meetings“ und nicht wie sonst üblich „summit“ (Gipfel).
Auf APEC-Ebene wurden und werden zahlreiche politische – nicht nur wirtschaftspolitische – Themen diskutiert, z. B. Zukunftstechnologien, Bildung, Frauen, Jugend und die Bekämpfung des internationalen Terrorismus. 
1994 wurde in Bogor, Indonesien, das Ziel der Errichtung einer Freihandelszone im asiatisch-pazifischen Raum für die Industrienationen bis 2010 und für die Entwicklungsländer bis 2020 entworfen. Zur Förderung dieses Zieles erarbeiteten die Mitgliedstaaten nationale Aktionspläne. Eine Überprüfung der Ergebnisse findet in Form jährlicher Fortschrittsberichte auf den Gipfeltreffen statt.
Von 1997 an wurden zehn Jahre lang keine neuen Mitglieder aufgenommen. Dieser Zeitraum sollte der Konsolidierung der Zusammenarbeit dienen.

## Prinzipien
Die APEC agiert auf der Basis nicht-bindender Abkommen. Alle Entscheidungen des Forums werden im Konsens getroffen. Seit 2002 sind auch bilaterale oder multilaterale Abkommen untereinander zugelassen. Die Abkommen müssen den Regeln der WTO entsprechen. Apec-Mitglieder haben bisher mehr als 40 solcher Abkommen unterschrieben.
Das Budget der APEC ist relativ gering. Es beläuft sich auf knapp 3,5 Mio. US-Dollar pro Jahr, welche durch Mitgliedsbeiträge der APEC-Staaten aufgebracht werden. Allein Japan investiert mehr Geld (3 bis 4 Mio. US-Dollar jährlich) in einen speziellen Liberalisierungsfonds der Organisation.
Die Treffen auf APEC-Ebene werden stets von Gästen und Beobachtern begleitet. Dazu gehören Vertreter des Verbandes südostasiatischer Nationen (ASEAN), des „Pacific Economic Cooperation Council“ (PECC), des Pacific Islands Forum (PIF) und anderen Interessenvertretern aus dem öffentlichen und privaten Sektor. Die APEC wird darüber hinaus auch als Möglichkeit genutzt, um hinter geschlossenen Türen das Nordkoreaproblem zu diskutieren.

## Treffen 2018 ohne Abschlusserklärung
Der Gastgeber des Landes Papua-Neuguinea, Peter O’Neill, machte China und die USA dafür verantwortlich, dass 2018 keine gemeinsame Abschlusserklärung zustande kam. „Das liegt daran, dass es im Raum zwei große Giganten gibt“, sagte er. Zu den strittigen Punkten zählte er die Frage von Reformen für die Welthandelsorganisation WTO. Justin Trudeau aus Kanada sprach allgemeiner von unterschiedlichen Ansichten über zwischenstaatlichen Handel.

## Mitglieder
| Mitglieder der APEC                                                                         | Mitglied seit |
| ------------------------------------------------------------------------------------------- | ------------- |
| Australien                                                                                  | 1989          |
| Brunei                                                                                      | 1989          |
| Kanada                                                                                      | 1989          |
| Indonesien                                                                                  | 1989          |
| Japan                                                                                       | 1989          |
| Südkorea                                                                                    | 1989          |
| Malaysia                                                                                    | 1989          |
| Neuseeland                                                                                  | 1989          |
| Philippinen                                                                                 | 1989          |
| Singapur                                                                                    | 1989          |
| Thailand                                                                                    | 1989          |
| Vereinigte Staaten                                                                          | 1989          |
| Chinesisches Taipei                                                                         | 1991          |
| Hongkong Sonderverwaltungszone der Volksrepublik China, bis Juni 1997 britische Kronkolonie | 1991 (1997)   |
| Volksrepublik China                                                                         | 1991          |
| Mexiko                                                                                      | 1993          |
| Papua-Neuguinea                                                                             | 1993          |
| Chile                                                                                       | 1994          |
| Peru                                                                                        | 1998          |
| Russland                                                                                    | 1998          |
| Vietnam                                                                                     | 1998          |

## Leaders' Meetings der APEC
|     | Datum                                          | Ausrichter          | Ort               | Foto |
| --- | ---------------------------------------------- | ------------------- | ----------------- | ---- |
| 1.  | 7. November 1989                               | Australien          | Canberra          |      |
| 2.  | 29.–31. Juli 1990                              | Singapur            | Singapur          |      |
| 3.  | 12.–14. November 1991                          | Südkorea            | Seoul             |      |
| 4.  | 10.–11. September 1992                         | Thailand            | Bangkok           |      |
| 5.  | 19.–20. November 1993                          | Vereinigte Staaten  | Seattle           |      |
| 6.  | 15. November 1994                              | Indonesien          | Bogor             |      |
| 7.  | 19. November 1995                              | Japan               | Osaka             |      |
| 8.  | 25. November 1996                              | Philippinen         | Manila und Subic  |      |
| 9.  | 24.–25. November 1997                          | Kanada              | Vancouver         |      |
| 10. | 17.–18. November 1998                          | Malaysia            | Kuala Lumpur      |      |
| 11. | 12.–13. September 1999                         | Neuseeland          | Auckland          |      |
| 12. | 15.–16. November 2000                          | Brunei              | Brunei            |      |
| 13. | 20.–21. Oktober 2001                           | Volksrepublik China | Shanghai          |      |
| 14. | 26.–17. Oktober 2002                           | Mexiko              | Los Cabos         |      |
| 15. | 20.–21. Oktober 2003                           | Thailand            | Bangkok           |      |
| 16. | 20.–21. November 2004                          | Chile               | Santiago de Chile |      |
| 17. | 18.–19. November 2005                          | Südkorea            | Busan             |      |
| 18. | 18.–19. November 2006                          | Vietnam             | Hanoi             |      |
| 19. | 8.–9. September 2007                           | Australien          | Sydney            |      |
| 20. | 22.–23. November 2008                          | Peru                | Lima              |      |
| 21. | 14.–15. November 2009                          | Singapur            | Singapur          |      |
| 22. | 13.–14. November 2010                          | Japan               | Yokohama          |      |
| 23. | 12.–13. November 2011                          | Vereinigte Staaten  | Honolulu          |      |
| 24. | 2.–9. September 2012                           | Russland            | Wladiwostok       |      |
| 25. | 5.–7. Oktober 2013                             | Indonesien          | Bali              |      |
| 26. | 7.–12. November 2014                           | Volksrepublik China | Peking            |      |
| 27. | 18.–19. November 2015                          | Philippinen         | Manila            |      |
| 28. | 19.–20. November 2016                          | Peru                | Lima              |      |
| 29. | 10.–11. November 2017                          | Vietnam             | Đà Nẵng           |      |
| 30. | 17.–18. November 2018                          | Papua-Neuguinea     | Port Moresby      |      |
| 31. | 16.–17. November 2019 (abgesagt wegen Unruhen) | Chile               | Santiago de Chile |      |
| 32. | 20. November 2020 (virtuell wegen COVID-19)    | Malaysia            | Kuala Lumpur      |      |
| 33. | 12. November 2021 (virtuell wegen COVID-19)    | Neuseeland          | Auckland          |      |
| 34. | 18.–19. November 2022                          | Thailand            | Bangkok           |      |
| 35. | 15.–17. November 2023                          | Vereinigte Staaten  | San Francisco     |      |
| 36. | 10.–16. November 2024                          | Peru                | Lima              |      |